# The Evil That Men Do
The Evil That Men Do (с англ. — «Зло, что творят люди») — семнадцатый сингл британской хеви-метал-группы Iron Maiden.

## The Evil That Men Do
Сингл был записан в ходе записи альбома Seventh Son of a Seventh Son в 1987 году и выпущен в августе 1988 года, вторым синглом альбома. Сингл реализовывался на нескольких носителях: CD-сингл, 7 и 12-дюймовых виниловых дисках (отличающимися сторонами «B») и в виде так называемого pictured disc, то есть диска, на поверхность которого был нанесён рисунок.
Название песни взято из монолога Марка Антония в трагедии Уильяма Шекспира «Юлий Цезарь» (третье действие, сцена вторая). Слова Марка Антония, произносимые перед римлянами после убийства Юлия Цезаря в буквальном переводе звучат как: «Зло, что творят люди живёт после них; добро часто предаётся земле вместе с их костями»
The evil that men do lives after them 
 The good is oft interrèd with their bones 
Оригинальный текст (рус.)Дела людей, порочные и злые 
 переживают их и часто также  
 то доброе, что сделали они 
 С костями их в могилу погребают 
Песня является составной частью концептуального альбома Seventh Son of a Seventh Son, который через мистические представления повествует о проблемах добра и зла, рая и ада и т. п. Официальный текст песни, расположенный на внутреннем конверте альбома, содержит ошибку: во втором куплете песни текст содержит строку I would die for you (с англ. — «Я бы умер за тебя»), но в песне вместе этой строки исполняются слова Don’t you cry for me (с англ. — «Не плачь обо мне»)
Гитарное соло в песне исполнил Эдриан Смит.
Песня постоянно входит в сет-листы концертных выступлений группы и в их концертные записи. Она неоднократно подвергалась переработкам в исполнении многих других групп. Кавер-версии песни записали группы After Forever, Naglfar, Warmen и многие другие; акустическую версию сделала группа Apocalyptica. Отдельно следует отметить кавер-версию песни, исполненную звёздным составом (как и другие песни на альбоме) и выпущенную на трибьюте Numbers from the Beast. В записи приняли участие Крис Джерико (Fozzy, вокал), Пол Гилберт (Racer X, гитара), Боб Кулик (известный продюсер, гитара), Майк Айнез (Alice in Chains, бас-гитара), Брент Фитц (известный сессионный барабанщик, ударные).
Сингл достиг 5 места в UK Singles Chart
Песню, помимо сборников и концертных записей, можно услышать на стороне «B» сингла Can I Play with Madness/The Evil That Men Do выпуска 1990 года.
На песню сделан видеоклип, основой для которого послужило выступление Iron Maiden в арене Форум (Калифорния), в ходе турне 1988 года Seventh Tour of a Seventh Tour.

## Сторона B сингла
В зависимости от величины диска, на стороне «B» размещалась или одна или две песни. На всех видах семидюймовых синглах и на pictured disc находилась песня Prowler’88 (с англ. — «Бродяга») с первого альбома группы, но записанная заново в 1988 году.
На двенадцатидюймовых макси-синглах, на стороне «B», наряду с песней Prowler, находилась также песня с первого альбома, перезаписанная в 1988 году Charlotte the Harlot’88 (с англ. — «Шлюха Шарлотта»)

## Конверт
Конверт, как обычно для того времени Iron Maiden, иллюстрировал художник Дерек Риггс. По его словам, эта обложка была сделана за одну ночь — художник был сильно болен, и смог приступить к работе лишь в последнюю ночь перед датой сдачи иллюстрации. Как выразился Риггс «не так это и плохо для работы, сделанной за ночь»
На картине изображена голова Эдди, возникающая из дыма пламени. Оживление Эдди происходит под контролем дьявола, на основании контракта в его руке. Эдди возрождается с привинченной плашкой, соединяющей его трепанированный на альбоме Piece of Mind череп и прицелом в левом глазу, установленным на Somewhere in Time. Традиционный логотип художника в правом нижнем углу конверта.

## Список композиций
Сторона «А»
- «The Evil That Men Do» (Смит, Дикинсон, Харрис) — 4:33

Сторона «B»
- «Prowler '88» (Харрис) — 4:07
- «Charlotte the Harlot’88» (Мюррей) — 4:11

## Релизы
| Песни                                                         | Страна и год        | Каталожный номер  | Формат                            |
| ------------------------------------------------------------- | ------------------- | ----------------- | --------------------------------- |
| The Evil that Men Do / Prowler '88                            | Германия1988        | EMI 006 20 2751 7 | Сингл 7"                          |
| The Evil that Men Do / Prowler '88                            | Япония 1988         | EMI PRP-1315      | Сингл 7"                          |
| The Evil that Men Do / Prowler '88                            | Великобритания 1988 | EMI EM 64         | Сингл 7" с чёрными наклейками     |
| The Evil that Men Do / Prowler '88                            | Великобритания 1988 | EMI EM 64         | Сингл 7" с серебряными наклейками |
| The Evil that Men Do / Prowler '88                            | Великобритания 1988 | EMI EMG 64        | Сингл 7" с разворотным вкладышем  |
| The Evil that Men Do / Prowler '88 / Charlotte the Harlot '88 | Европа 1988         | EMI K60 20 2773 6 | Макси-сингл 12"                   |
| The Evil that Men Do / Prowler '88 / Charlotte the Harlot '88 | Греция 1988         | EMI 052 2027736   | Макси-сингл 12"                   |
| The Evil that Men Do / Prowler '88 / Charlotte the Harlot '88 | Италия 1988         | EMI 14 2027736    | Макси-сингл 12"                   |
| The Evil that Men Do / Prowler '88 / Charlotte the Harlot '88 | Португалия 1988     | EMI 2027736       | Макси-сингл 12"                   |
| The Evil that Men Do / Prowler '88 / Charlotte the Harlot '88 | Великобритания 1988 | EMI 12 EM 64      | Макси-сингл 12"                   |
| The Evil that Men Do / Prowler '88                            | Великобритания 1988 | EMI EMP 64        | Pictured Disc                     |
| The Evil that Men Do / Prowler '88 / Charlotte the Harlot '88 | Япония 1988         | EMI CDE12-5740    | CD-сингл                          |
| The Evil that Men Do / Prowler '88 / Charlotte the Harlot '88 | Великобритания 1988 | EMI CDEM 64       | CD-сингл                          |

## Участники
- Брюс Дикинсон — вокал
- Стив Харрис — бас
- Эдриан Смит — гитара
- Дейв Мюррей — гитара
- Нико МакБрэйн — ударные

## Персонал
- Мартин Бёрч — продюсер, звукооператор, микширование
- Дерек Риггс — иллюстрация
- Росс Халфин — фотография группы на обратной стороне конверта

## Чарты
| Сингл                                            | Чарт (1988)             | Место | Альбом                       |
| ------------------------------------------------ | ----------------------- | ----- | ---------------------------- |
| «The Evil That Men Do»                           | Dutch Singles Chart     | 23    | Seventh Son of a Seventh Son |
| «The Evil That Men Do»                           | Irish Singles Chart     | 4     | Seventh Son of a Seventh Son |
| «The Evil That Men Do»                           | Norwegian Singles Chart | 7     | Seventh Son of a Seventh Son |
| «The Evil That Men Do»                           | UK Singles Chart        | 5     | Seventh Son of a Seventh Son |
| Сингл                                            | Чарт (1990)             | Место | Альбом                       |
| «Can I Play with Madness / The Evil That Men Do» | UK Albums Chart         | 10    | —                            |